# Black Hammock
Black Hammock – jednostka osadnicza w Stanach Zjednoczonych, w stanie Floryda, w hrabstwie Seminole.